# 福岡県道522号筑前前原停車場線
福岡県道522号筑前前原停車場線（ふくおかけんどう522ごう ちくぜんまえばるていしゃじょうせん）は、福岡県糸島市を通る一般県道である。

## 概要
糸島市前原中央2丁目から糸島市前原中央3丁目に至る。JR九州筑肥線 筑前前原駅と糸島市中心部の国道202号西町交差点間を結ぶ。
筑前前原駅前交差点から約200 m北上し、糸島市の中心市街地にある国道202号西町交差点に至る県道である。沿線には個人病院や商店などが立地している。
なお、市街地東側の上町中央交差点と市街地西側の筒井町交差点の間を筑前前原駅前経由で短絡する道路が通っており、国道202号の上町中央交差点以東や筒井町交差点以西から筑前前原駅に行く場合、国道202号と本道路を通るよりもその道路を通るほうが近道となる。

### 路線データ
- 起点：福岡県糸島市前原中央2丁目（筑前前原駅前交差点、JR九州筑肥線 筑前前原駅前）
- 終点：福岡県糸島市前原中央3丁目（西町交差点、国道202号交点、福岡県道54号福岡志摩前原線終点）

## 地理

### 通過する自治体
- 糸島市

### 交差する道路
| 交差する道路                         | 交差する場所  | 交差する場所      |
| ------------------------------------ | ------------- | ----------------- |
| 国道202号 福岡県道54号福岡志摩前原線 | 前原中央3丁目 | 西町交差点 / 終点 |

### 沿線
- JR九州筑肥線 筑前前原駅